# Langadíkia
Langadíkia, en grec moderne : Λαγκαδίκια, est un village du dème de Langadás, district régional de Thessalonique, en Macédoine-Centrale, Grèce.
Selon le recensement de 2011, la population du village s'élève à 636 habitants.